# Elemek kristályszerkezete
A kémiai elemek különböző formájú elemi cellákból álló rácsban kristályosodnak. Ezeket az alábbi táblázat sorolja fel:
| rácstípus                      | rácstípus                      | elemek besorolása |
| ------------------------------ | ------------------------------ | --- |
| köbös                          | kocka                          | O, F, Po |
| köbös                          | lapcentrált kocka              | Ne, Al, Ar, Ca, Ni, Cu, Kr, Sr, Rh, Pd, Ag, Xe, Cr, Yb, Ir, Pt, Au, Pb, Rn, Th, Es, Fm, Md, No, Nb, Mt, Fl, Og                                                         |
| köbös                          | tércentrált kocka              | Li, Na, K, V, Cr, Mn, Fe, Rb, Nb, Mo, Cs, Ba, Eu, Ta, W, Fr, Ra, Ac, Db, Sg, Ds, Rg                                                                                    |
| köbös                          | gyémánt típusú                 | Si, Ge |
| rombos                         | rombos                         | P, S, Cl, Ga, Br, I, U, Np |
| négyzetes hasáb (tetragonális) | négyzetes hasáb (tetragonális) | In, Sn, Pa |
| hexagonális                    | hexagonális                    | H, He, Be, C, N, Mg, Sc, Ti, Co, Zn, Se, Y, Zr, Tc, Ru, Cd, Te, La, Ce, Pr, Nd, Pm, Gd, Tb, Dy, Ho, Er, Tm, Lu, Hf, Re, Os, Tl, Am, Cm, Bk, Cf, Lr, Rf, Bh, Hs, Cn, Nh |
| romboéder                      | romboéder                      | B, As, Sb, Sm, Hg, Bi |
| monoklin                       | monoklin                       | Pu |
| nincs adat                     | nincs adat                     | At, Mc, Lv, Ts |

## Fordítás
Ez a szócikk részben vagy egészben  a   Periodic table (crystal structure) című angol Wikipédia-szócikk ezen változatának fordításán alapul.  Az eredeti cikk szerkesztőit annak laptörténete sorolja fel. Ez a jelzés csupán a megfogalmazás eredetét és a szerzői jogokat jelzi, nem szolgál a cikkben szereplő információk forrásmegjelöléseként.